# 이재석 (기자)
이재석(1979년 8월)은 대한민국 전 KBS의 기자이다.
주로 정보기관, 교도소, 검찰, 역사 분야를 전문으로 탐사보도를 한 것으로 보인다. 언론노조 KBS본부의 2017년 파업 당시 파업뉴스를 통해 '군 사이버사령부 댓글 공작'을 특종 보도해 김관진 전 국방장관이 구속 기소되었다. 이명박 정부 4대강 민간인 사찰 문건 입수 보도, 교도소 독방 거래 보도, 임시정부 수립 100주년 기념 다큐멘터리 '시사기획 창 - 밀정 2부작'등을 보도했다.
2021년에는 과거 검찰이 이재명을 상대로 표적 수사를 한 의혹이 있다는 보도를 했었다.
후배 기자로 보이는 이세중 기자와 호흡을 많이 맞추었다.
탐사보도 기자들이 방송에 덜 친화적인 사람들이 많은데 자신이 9시뉴스 앵커가 된 것은 이례적이라는 말을 했다. 실제로 주말 9시 뉴스에서 진행하는 '뉴스를 만나다' 코너에서 던지는 질문들은 탐사보도 성격이 강해 상당히 공격적이다. 2023년 5월 KBS 사사건건 진행을 맡았다. 2023년 8월 해병대 수사단장 박정훈 대령을 단독 인터뷰 했다.
2023년 11월 박민 이사장 취임이후 기자에서 시청자센터 시청자사업부에 인사 발령받았으나, 같은 달 23일에 사표를 내서 12월 11일에 퇴사했다. 퇴사 후에는 타방송국 및 유튜브 방송의 패널로 출연을 하다 김어준의 겸손은 힘들다 뉴스공장 앵커로 복귀했다.

## 경력
| 연도 | 사항                        |
| ---- | --------------------------- |
| 2005 | KBS 31기 공채 기자          |
| 2006 | KBS 사회부 기자             |
| 2018 | KBS 탐사보도부 기자         |
| 2020 | KBS 사회부 기자             |
| 2021 | KBS 앵커                    |
| 2023 | KBS 시청자센터 시청자사업부 |

## TV 방송
| 연도        | 방송사 | 제목         | 담당     | 비고     |
| ----------- | ------ | ------------ | -------- | -------- |
| 2021 ~ 2023 | KBS1   | KBS 뉴스 9   | 진행     | 주말     |
| 2021        | KBS1   | KBS 뉴스광장 | 임시     | 평일     |
| 2023        | KBS1   | KBS 뉴스 12  | 임시     |          |
| 2022        | KBS1   | KBS 뉴스라인 | 임시     |          |
| 2023        | KBS1   | KBS 뉴스특보 | 특별앵커 | 3월 16일 |
| 2023        | KBS1   | 사사건건     | 진행     |          |

## 수상
- 제45회 한국방송대상 보도기자 부문(2018)
- 제51회 한국기자상(2019)
- 제11회 한국방송기자대상(2020)
- 임종국상(2019)
- 제47회 한국방송대상 시사보도TV 부문(2020)
- 제28회 BJC 올해의 방송기자상 대상(2019)